# Đại học Sư phạm Hoa Đông
Đại học Sư phạm Hoa Đông (giản thể: 华东师范大学; phồn thể: 華東師範大學; bính âm: Huádōng Shīfàn Dàxué) (tên giao dịch quốc tế: East China Normal University - ECNU) là một trường đại học có trụ sở tại Thượng Hải, Cộng hòa Nhân dân Trung Hoa. Đại học Sư phạm Hoa Đông được xem là một trong những trường Đại học danh tiếng nhất ở Trung Quốc, nằm trong top 4 trường Đại học nổi tiếng nhất tại thành phố Thượng Hải (cùng với Đại học Phúc Đán, Đại học Đồng Tế, Đại học Giao thông Thượng Hải).